# Корнел Сейс
Корнеліус "Корнел" Сейс (нід. Cornelius "Corneel" Seys, 12 лютого 1912, Антверпен — 13 січня 1944) — бельгійський футболіст, що грав на позиції захисника за клуб «Беєрсхот», а також національну збірну Бельгії.
Дворазовий чемпіон Бельгії. 

## Клубна кар'єра
У футболі дебютував 1930 року виступами за команду «Беєрсхот», кольори якої і захищав протягом усієї своєї кар'єри гравця, що тривала чотирнадцять років. За цей час двічі став чемпіоном Бельгії. 
| Дата       | Місто      | Господарі  | Результат | Гості   | Турнір             | Голи | Примітки |
| ---------- | ---------- | ---------- | --------- | ------- | ------------------ | ---- | -------- |
| 13.03.1938 | Люксембург | Люксембург | 2 – 3     | Бельгія | Відбір до ЧС 1938  | 1    |          |
| 05.06.1938 | Коломб     | Франція    | 3 – 1     | Бельгія | ЧС 1938 - 1-й етап | 1    |          |
| Усього     |            | Матчів     | 2         |         | Голів              | 0    |          |

## Титули і досягнення
- Чемпіон Бельгії (2):

«Беєрсхот»: 1937-1938, 1938-1939